# Alpignano
Alpignano é uma comuna italiana da região do Piemonte, província de Turim, com cerca de 17.182 habitantes. Estende-se por uma área de 11,95 km², tendo uma densidade populacional de 1439 hab/km². Faz fronteira com Val della Torre, San Gillio, Pianezza, Caselette, Rivoli.

## Demografia
| Variação demográfica do município entre 1861 e 2011                               |
|                                                                                   |
| Fonte: Istituto Nazionale di Statistica (ISTAT) - Elaboração gráfica da Wikipedia |